# گریگوری روشون
گریگوری روشون (انگلیسی: Grégory Rouchon؛ زادهٔ ۲۴ سپتامبر ۱۹۸۳) بازیکن فوتبال اهل فرانسه است.